# Diocese das Aleutas
A Diocese das Aleutas (em russo:  Алеутская епархия), ou Diocese de Nova Iorque e Aleutas (em russo:  Нью-Йо́ркская и Алеу́тская епархия), foi uma eparquia abolida da Igreja Ortodoxa Russa, que uniu paróquias na América Russa, e mais tarde em toda a América do Norte.

## Designações
- Missão Norte-americana de Kodiak ( c.1783);[1][2]
- Novo Arcanjo e Aleutas (1869-1870);[1]
- Aleutas e Alasca (1870-1900);[1][3]
- Aleutas e América do Norte (1900-1924);[4]
- Aleutas e São Francisco (1933-1947);[1]
- Aleutas e América do Norte (1947-1959);[1]
- Nova Iorque e Aleutas (1959-1970).[1]

## História
Em 4 de maio de 1783, a Imperatriz Catarina II, condescendendo com o pedido dos "cidadãos eminentes" Ivan Golikov e Gregório Shelikhov, "para estabelecer e multiplicar a lei cristã na parte norte da América que encontraram", ordenou ao Santo Sínodo que estabelecesse a Missão norte-americana de Kodiak. Para liderar a missão foi nomeado um hieromonge do mosteiro de Valaam, Josafá, sobre quem o abade de Valaam, Nazário, conhecido pela sua vida santa, fez uma excelente crítica. Os hieromonges Afanásio (Mikhailov), Macário (Alexandrov), Juvenal (Govorukhin), o hierodiácono Nectário (Panov) e o monge Germano (Zirianov) foram nomeados para ajudá-lo.
Depois que as possessões russo-americanas foram cedidas aos Estados Unidos em 1867, foi decidido alocar para elas uma diocese independente da diocese de Kamchatka, que se seguiu em 1869. Inicialmente, o bispo chamava-se "Bispo de Novoarcanjo e Aleutas", e em 12 de janeiro de 1870 foi renomeado como "Bispo das Aleutas e Alasca".
Em 10 (22, de acordo com o calendário juliano) de junho de 1870, houve o mais alto relatório aprovado do Procurador-Geral do Santo Sínodo “Sobre a nomeação do bispo da recém-criada sé episcopal na América “Aleutas e Alasca” e sobre a adoção do nome “Kamchatka, Kurilas e Blagoveshchensk” pelo bispo diocesano de Kamchatka”, que dizia: “Por ocasião da cessão de nossas ex-colônias americanas aos Estados da América do Norte, o Santo Sínodo, preocupado com o fato de o rebanho ortodoxo localizado nelas não ser deixados insatisfeitos em suas necessidades religiosas, reconheceram a necessidade de estabelecer ali uma sé episcopal independente, com o nome de Bispo de Novoarcanjo e Aleutas, para a qual seguiu em maio do ano passado com a permissão do Altíssimo”.
Em 29 de junho de 1872, o departamento da diocese foi transferido de Novo Arcanjo para São Francisco, e a diocese começou a estender os seus cuidados a todos os Estados Unidos da América do Norte.
Em 4 de fevereiro de 1900, o Santo Sínodo nº 372 decidiu renomear a diocese dos “Aleutas e do Alasca” para diocese dos “Aleutas e América do Norte”.
Em 1905, o arcebispo Ticônio (Bellavin) mudou a sé de São Francisco para Nova Iorque.
Não foi fácil para as autoridades diocesanas prestarem simultaneamente igual atenção tanto às necessidades de numerosas comunidades ortodoxas nacionais, principalmente russinos e russos, como à resolução de problemas missionários. Entre os líderes da Igreja russa, o conceito de “Rus Americana”, intimamente ligado à Rússia espiritual e culturalmente, começou a tomar forma. Isto foi extremamente importante no contexto da ucranização ativa dos russinos, realizada no início do século XX pelo bispo uniata Soter Ortinski, a fim de impedir a transição dos uniatas para a Ortodoxia. Em 1º de outubro de 1897, foi inaugurada uma escola missionária em Minneapolis, tornando-se o Seminário Teológico Norte-Americano em 1º de julho de 1905.
No final de 1917, a diocese das Aleutas e da América do Norte (composta por 31 decanatos) tinha 271 templos e 51 capelas, 257 clérigos e até 300 mil paroquianos.
Em conexão com a concessão da autocefalia à Igreja Ortodoxa na América em 1970, a diocese foi abolida. As paróquias que desejaram permanecer na Igreja Ortodoxa Russa foram unidas nas Paróquias Patriarcais nos Estados Unidos.

## Episcopado
- Josafá (Bolotov) (1761 - 1799) - Bispo de Kodiak desde 1783;
- Benjamin (Bagrianski) (1799 - 1840);
- Inocêncio (Veniaminov-Popov) (1840 - 1853);
- Pedro (Ekaterinovski) (1859 - 1866);
- Paulo (Popov) (1866 - 1870);
- João (Mitropolski) (1870 - 1877);
- Nestor (Zass) (1878 - 1882);
- Isidoro (Nikolski) (1882 - 1887);
- Vladimir (Sokolovski) (1887 - 1891);
- Nicolau (Adoratski) (1891);
- Nicolau (Ziorov) (1891 - 1898);
- Ticônio (Bellavin) (1898 - 1907);
- Inocêncio (Pustinski) (1907);
- Platão (Rozhdestvenski) (1907 - 1914);
- Alexandre (Nemolovski) (1914);

- Evdokim (Meshcherski) (1914 - 1918);

- Alexandre (Nemolovski) (1919 - 1922) - Bispo do Canadá;
- Platão (Rozhdestvenski) (1922 - 1924);
- Benjamim (Fedchenkov) (1933 - 1947);
- Adão (Filippovski) (1947) - Arcebispo da Filadélfia e dos Carpato-Russos;
- Macário (Iliinski) (1947 - 1952);
- Hermógenes (Kozhin) (1954);
- Bóris (Vik) (1954 - 1956);
- Dionísio (Diachenko) (1957 - 1958);
- Dositeu (Ivanchenko) (1959 - 1963);
- João (Wendland) (1962 - 1967) (até 22 de fevereiro de 1963 - Bispo dos Aleutas e Exarca da América do Norte e do Sul);
- Jônatas (Kopoloviche) (1967 - 1970).